# 化膿性炎症
化膿性炎症（かのうせいえんしょう）とは、滲出物に多量の好中球を含む炎症で、漿液に混ざっているものを漿液化膿性炎、繊維素が混ざっているものを繊維素化膿性炎という。
また、膿性滲出物を膿（pus）といい脂肪変性を起こした好中球、壊死崩壊物により黄白色で、不透明で粘稠な液体を示し、通常アルカリ性である。
化膿性炎は、病理学的に下記の3型に分けられる。
- 膿瘍
- 蜂窩織炎
- 膿性カタル